# Terme Suburbane (Pompei)
Le terme Suburbane sono un complesso termale di epoca romana, sepolte dall'eruzione del Vesuvio del 79 e ritrovate a seguito degli scavi archeologici dell'antica Pompei: le pitture in stile erotico ritrovate al loro interno offrono uno spaccato sui costumi e la sfera sessuale degli antichi romani.

## Storia
Le Terme Suburbane furono costruite nel primo decennio del I secolo con la realizzazione di apodyterium, frigidarium, tepidarium, laconicum e calidarium; a seguito di lavori di ampliamento vennero aggiunti la natatio, tre ambienti che fornivano un percorso alternativo a quello tradizionale termale ed un ninfeo con cascata: si trattava delle terme più moderne della città, con importanti innovazioni negli impianti e nei sistemi di riscaldamento e non era prevista alcuna distinzione tra ambienti maschili e femminili. La struttura subì diversi danni a seguito del terremoto di Pompei del 62, rendendo necessari lavori di restauro e consolidamento, alcuni in fase di realizzazione al momento dell'eruzione del Vesuvio del 79: tale evento, così come accadde per il resto della città, ricoprì le terme sotto una coltre di ceneri e lapilli. Vennero rinvenute, a seguito degli scavi archeologici, solo nel 1958, anche se un'esplorazione sistematica con restauro si ebbe tra il 1985 ed il 1988.

## Descrizione

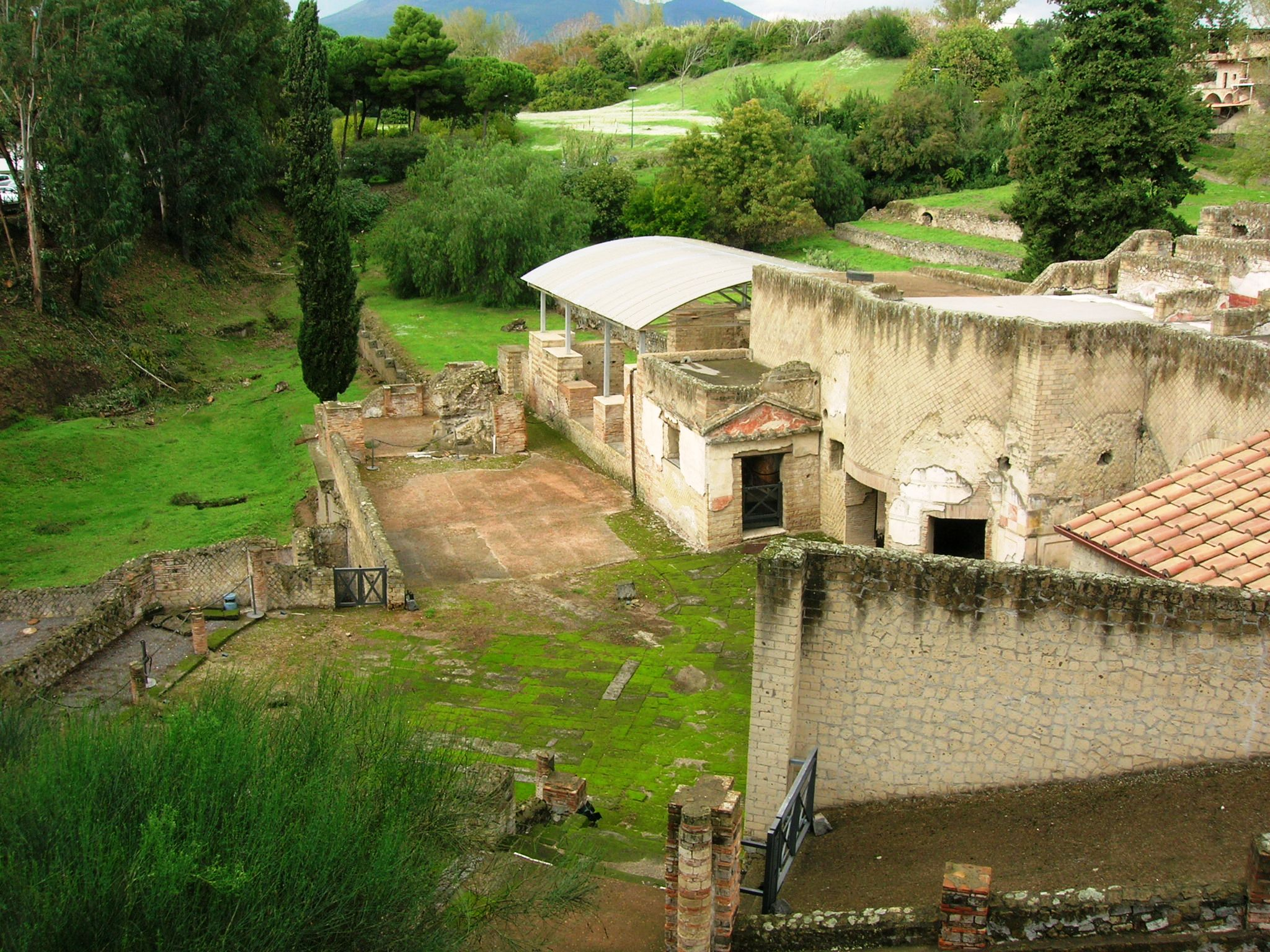
La parte bassa

Le Terme Suburbane sono situate nella zona sud-occidentale di Pompei, fuori dalle mura cittadine, nei pressi di Porta Marina: la scelta di costruire un tale edificio in questa zona non fu casuale, ma dettata dal fatto che poteva attirare clienti non solo dalla città ma anche chiunque si trovasse di passeggio; è inoltre sconosciuto il nome del proprietario: apparteneva probabilmente ad un imprenditore privato, come testimoniato da un'iscrizione su due cippi di tufo, che riporta la scritta LPP, ossia Locus Publicus Pompeianorum. La struttura è costruita su una terrazza artificiale, ricavata in un territorio scosceso, riempito con ingenti quantità di terreno: confina nella parte sud con via Marina, nella parte est è unita alle mura, mentre i lati nord ed ovest sono cinti da un muro in opera reticolata, caratterizzato da anelli in pietra simili a quelli utilizzati per l'attracco delle barche ed è quindi ipotizzabile che in quest'area fosse presente una canale di collegamento con il mare o il vicino porto; il complesso è formato a due livelli, uniti tramite una scala, uno in basso dove si trovavano gli ambienti termali ed uno in alto con ambienti, che guardavano verso il mare, dedicati a diverse mansioni: la maggior parte delle decorazioni che si riscontrano sono tutte in quarto stile, alcune delle quali ancora in fase di realizzazione al momento dell'eruzione.
L'accesso avviene direttamente da via Marina ed una via tecta che partiva da Porta Marina, fino all'ingresso delle terme, era utilizzata soprattutto in caso di pioggia, quando la strada parallela era poco praticabile a causa della forte pendenza. Dopo aver superato un giardino con colonnato in laterizi su due lati, sono posti i due accessi agli ambienti termali: da un lato un piccolo vestibolo, con ancora pavimentazione a mosaico intatta e resti di affreschi alle pareti e nel quale fu ritrovata una fontana in bronzo raffigurante un satiro, consente l'accesso al quartiere termale nuovo, con tepidarium con volta a botte e resti di stucchi alle pareti e calidarium, con piscina, della quale è possibile notare il foro dov'era posta la caldaia. Dall'altro lato, un secondo vestibolo, che conserva ugualmente pavimento a mosaico con elementi geometrici e floreali, oltre ad affreschi parietali, conduce al vecchio quartiere termale, con apodyterium, frigidarium, dove si notano resti di stucco ed una piscina di acqua fredda, tepidarium e calidarium, caratterizzato da una serie di nicchie ed un'abside, oltre ad una piscina riscaldata.

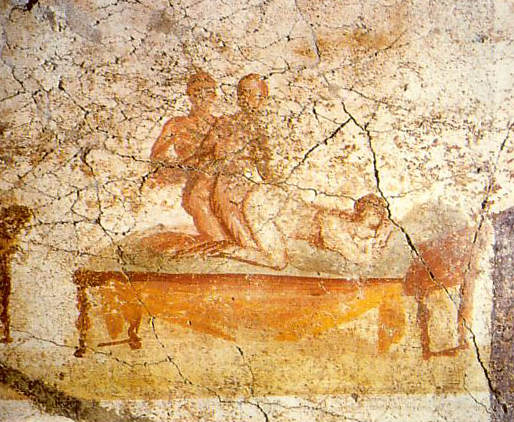
Affresco erotico dellapodyterium

Tra questi ambienti è ben conservato l'apodyterium, realizzato in opus reticulatum con volte a botte, pianta rettangolare ed al momento dello scavo fu rinvenuto quasi completamente colmo di terra e materiale eruttivo a cui si aggiungevano resti delle decorazioni del soffitto crollato: presenta varie opere di restauro effettuate in epoca romana, come la chiusura di alcune porte, una della quale conduceva al frigidarium e da cui venne ricavato un armadio, ed il rifacimento delle decorazioni, in particolare quadretti che furono ricollocati al centro dei pannelli, poggianti su dei supporti in vetroresina. Tutte e quattro le pareti presentano una zoccolatura nera ed una zona mediana con diversi pannelli, alcuni incorniciati in verde e decorazioni di borchie, in altri raffigurazioni di candelabri ed in altri ancora di elementi naturali come ad esempio dei delfini; caratteristici, sulla parete sud, sono sedici affreschi erotici, di cui otto visibili, mentre degli altri restano solo scarse tracce, su fondo giallo, che denotano una certa attenzione nella loro realizzazione, con l'uso dell'ombreggiatura e delle sfumatura, apparendo quindi di maggior fattura, rispetto a quelli ritrovati nel lupanare: tra loro, oltre ad un poeta nudo, l'unica testimonianza, nella pittura romana, di un affresco raffigurante il rapporto sessuale tra due donne. Non è chiaro il ruolo di questi quadretti: potevano avere uno scopo puramente ornamentale e ludico, oppure avevano il fine di mostrare le prestazioni sessuali che venivano svolte in un lupanare segreto nelle stanze del piano superiore, stratagemma utilizzato anche per non incorrere in sanzioni penali. Tale ipotesi è inoltre confermata da un'iscrizione ritrovata nei pressi di Porta Marina che recitava:
Gli ambienti terminali erano infine dotati di una stanza adibita a ninfeo, nel quale veniva riprodotta una grotta dalla quale fuoriusciva una cascata d'acqua ed è decorato con un mosaico raffigurante Marte ed amorini: nello stesso ambiente stucchi riproducenti animali marini e simboli come l'aquila ed il fulmine, legati al culto di Giove. Nella parte superiore delle terme sono disposti in serie diversi ambienti, tra cui una latrina con affreschi alle pareti ed in particolare un larario con la raffigurazione della Fortuna, un praefurnium, dipinto in blu, ed altre stanze di servizio, probabilmente utilizzate o come depositi o da prostitute.